# Hans-Michael Körner
Pour les articles homonymes, voir Körner.
Hans-Michael Körner (né le 10 juin 1947 à Eschlkam) est un historien et professeur d'histoire allemand.

## Biographie
Après avoir obtenu son diplôme d'études secondaires à Cham (de) en 1966, Körner étudie la philologie et l'histoire allemandes pour devenir professeur de lycée à l'Université Louis-et-Maximilien de Munich (LMU). Il obtient le premier examen d'État et devient assistant à l'Institut historique de l'Université de Ratisbonne. À Ratisbonne, Körner obtient son doctorat en 1976 sous la direction de Dieter Albrecht (de) avec l'œuvre Staat und Kirche in Bayern 1886–1918. Il rejoint ensuite la LMU en tant que conseiller académique, termine son stage d'enseignement et retourne à la LMU, où il termine son habilitation en 1988 à la chaire Hubert Glaser (de) de didactique de l'histoire avec le titre État et histoire dans le royaume de Bavière.
Après une période d'enseignement aux États-Unis, Körner est nommé professeur d'histoire bavaroise et de didactique de l'histoire à l'Université Jules-Maximilien de Wurtzbourg en 1991. De 1995 à 2012, il occupe la chaire de didactique de l'histoire à l'Université Louis-et-Maximilien de Munich. Il dirige également les Archives universitaires de Munich (de) de 2000 à 2021.
Körner est entre autres membre de la Commission d'histoire contemporaine (de), de la Commission d'histoire régionale bavaroise (de) de l'Académie bavaroise des sciences, co-éditeur de l'Annuaire historique de la Société Görres et initiateur de la série de conférences bavaroises à la LMU. Outre la didactique de l'histoire de la Bavière, son intérêt de recherche s'applique à l'histoire de l'État bavarois aux XIXe et XXe siècles. Il est l'auteur ou l'éditeur de plusieurs ouvrages de référence tels que la Großen bayerischen biographischen Enzyklopädie, une Geschichte des Königreichs Bayern et les volumes sur l'ancienne Bavière, la Souabe et la Franconie du Handbuch der historischen Stätten.
En 2012, Körner reçoit le prix Waldschmidt (de) et en 2016, il reçoit l'Ordre du Mérite de la République fédérale d'Allemagne (Croix du mérite avec ruban).
Dès 2002, Hans-Michael Körner est nommé membre à part entière de la classe des sciences humaines à l'Académie allemande des sciences et des arts des Sudètes (de).

## Publications (sélection)
En tant qu'auteur :
- Staat und Kirche in Bayern 1886–1918. Matthias-Grünewald-Verlag, Mainz 1977 (Dissertation, Universität Regensburg, 1976).
- Staat und Geschichte in Bayern im 19. Jahrhundert. Beck, München 1992 (Habilitationsschrift, Universität München, 1988/89).
- Geschichte des Königreichs Bayern. Beck, München 2006.
- Die Wittelsbacher. Vom Mittelalter bis zur Gegenwart (= C. H. Beck Wissen). Beck, München 2009.

En tant que rédacteur :
- mit Ingrid Körner: Aus den Lebenserinnerungen. Leopold Prinz von Bayern 1846–1930. Pustet, Regensburg 1983,  (ISBN 3-7917-0872-4).
- Große Bayerische Biographische Enzyklopädie. E-book, De Gruyter Saur, Berlin / New York 2005,  (ISBN 3-11-097344-8).